# Mietshaus Paul Schadewitz
Das Mietshaus Paul Schadewitz liegt in der Gemarkung Radebeul der sächsischen Stadt Radebeul, in der Pestalozzistraße 21. Es wurde 1902/1903 nach einem Entwurf des Architekten Oskar Menzel errichtet.

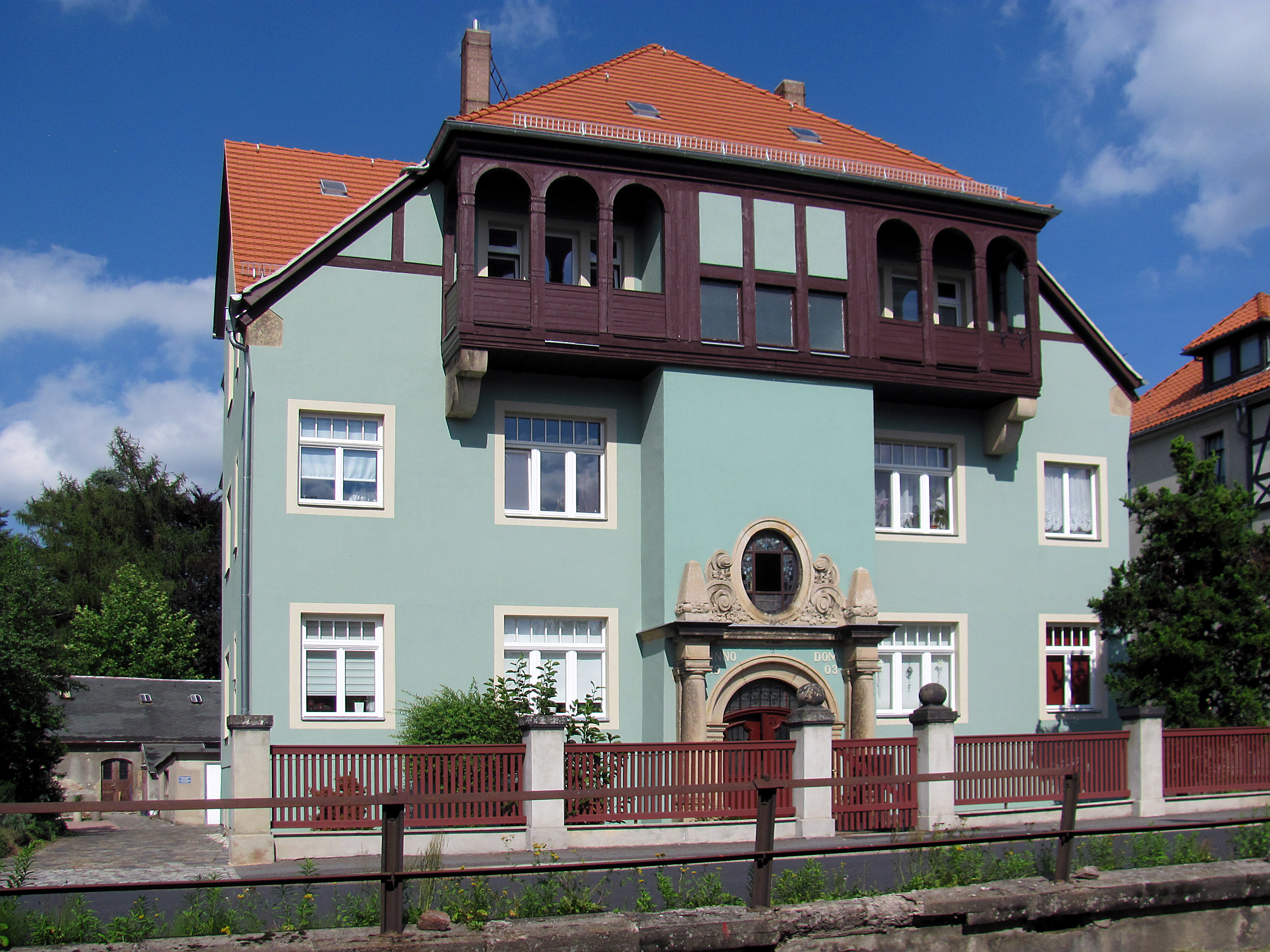
Mietshaus Paul Schadewitz

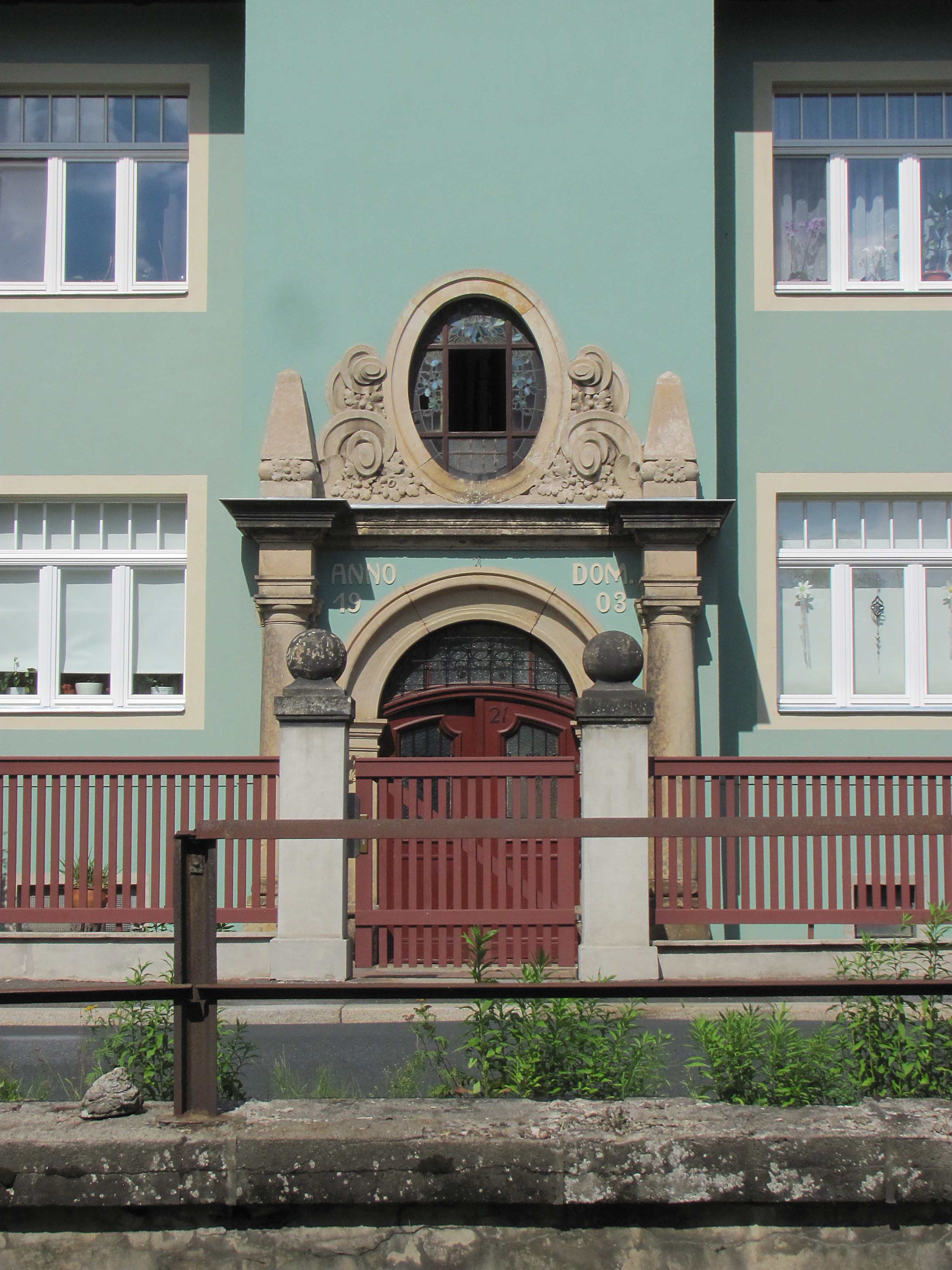
Mietshaus Paul Schadewitz: Eingangsportal

## Beschreibung
Das mitsamt Einfriedung unter Denkmalschutz stehende Mietshaus ist ein dreigeschossiges Wohnhaus mit Walmdach. Es steht auf der Nordseite der Pestalozzistraße, auf deren anderer Straßenseite die Gleise der Lößnitzgrundbahn entlangführen.
In der nahezu symmetrischen, fünfachsigen Straßenansicht steht mittig ein einachsiger Risalit mit einem aufwendigen Hauseingang. Das Sitznischenportal wird beidseits von Säulen begleitet, die ein starkes Gesims tragen. Auf diesem stehen über den äußeren Säulen Obeliske. Mittig zwischen diesen findet sich ein hochkant stehendes Ovalfenster, welches in den unteren zwei Dritteln von plastischen Ornamenten geschmückt wird. In den Zwickeln findet sich die Datierung ANNO DOM. 1903. Der Risalit verbreitert sich auf Höhe des Dachgeschosses zu einem Fachwerkerker von drei Achsen Breite. Die dort seitlich angesetzten rundbogigen Loggien unter einem Halbwalmdach werden an den Außenseiten von kräftigen Konsolen gestützt.
In den Seitenansichten finden sich hohe Dreiecksgiebel, dazu kommen an den Gebäudeecken weitere Loggien.
Die Verputzung des Gebäudes ist heute gegenüber dem Ursprung verändert, auch das Ziegeldach wurde durch andere Materialien ersetzt.